# Mahamadou Sidibé
Pour les articles homonymes, voir Sidibé.
Mahamadou Sidibé est un footballeur international malien né le 8 octobre 1978 à Bamako.
Il a notamment participé à la Coupe d'Afrique des nations 2008 et est sélectionné pour l'édition 2010 avec l'équipe du Mali.

## Carrière
- 2000-2001 : Al Ahly Djeddah ( Arabie saoudite)
- 2001-2002 : Athinaïkós ( Grèce)
- 2002-2006 : AO Aigáleo ( Grèce)
- 2006-2007 : AO Kerkyra ( Grèce)
- 2007-2009 : PAS Giannina ( Grèce)
- 2009- : Omonia Nicosie  ( Chypre)